# Estat de l'Orde Teutònic
L'Estat de l'Orde Teutònic (alemany: Deutschordensland, també Estat monàstic dels Cavallers Teutònics o Ordensstaat, «Estat de l'Orde»), es va formar el 1224 durant les Croades bàltiques, quan els cavallers de l'Orde Teutònic van conquistar als pagans proïssos (llatí: Prutenii o prussians).
Els Germans Livonis de l'Espasa que van controlar Livònia van ser incorporats a l'Orde Teutònic com una branca autònoma de l'Orde de Livònia el 1237.
El 1346, el Ducat d'Estònia va ser venut pel rei de Dinamarca per 19.000 marcs de Colònia a l'Orde Teutònic. El canvi de la sobirania de Dinamarca a l'Orde Teutònic va tenir lloc l'1 de novembre de 1346. El 1410, després de la seva derrota a la batalla de Grunwald, l'Orde Teutònic va entrar en decadència i la seva branca de Livònia es va unir a la Confederació Livona que havia estat creada el 1422-35.
Les terres Teutòniques a Prússia es van dividir en dues el 1466, després de la Pau de Thorn: la part occidental de la Prússia Teutònica es va convertir en la Prússia Reial, que va arribar després a ser una part més de Polònia; l'Estat monàstic en l'est va ser secularitzat el 1525 durant la Reforma protestant, quan va ser reemplaçat pel Ducat de Prússia, un feu polonès governat per la Casa dels Hohenzollern.
En els textos antics i en llatí, el terme Prut(h)enia es refereix per igual a la «Prússia Teutònica», a la «Prússia Reial» i al «Ducat de Prússia». L'adjectiu contemporani corresponent és prut(h)ènic (vegeu la col·lecció de taules celestes de 1551, Taules prutèniques, Prutenicæ Tabulæ Cœlestium Motuum).

## Antecedents
Prússia havia resistit nombrosos intents de conquesta anteriors dels Cavallers teutons. Boleslau el Valent de Polònia va començar la sèrie de conquestes sense èxit quan va enviar a Adalbert de Praga l'any 997. El 1147, Boleslau IV de Polònia va atacar Prússia amb l'ajuda de les tropes russes, però no va poder conquistar-la. Van seguir altres nombrosos intents i, sota el govern del duc Conrad I de Masòvia, es van intensificar, amb grans batalles i croades el 1209, 1219, 1220 i 1222.
Els prussians bàltics occidentals havien repel·lit amb èxit la major part de les campanyes. No obstant això, els prussians i jatvingis en el sud havien conquistat el seu territori. La terra dels jatvingis es trobava a la zona del que avui és Podlesia. Els prussians van intentar derrotar les forces poloneses o masovianes des de Sudòvia i Cúlmerland o Terra de Chełmno, que ja llavors havia estat conquistada parcialment, devastada i despoblada gairebé per complet. Conrado de Mazovia ja havia cridat a una croada contra els prussians el 1208, però no va tenir èxit. Conrad, primer bisbe de Prússia, va establir l'Orde de Dobrzyń, un petit grup de 15 cavallers. L'Orde, no obstant això, va ser aviat derrotada i, com a reacció, Conrad va demanar al Papa que proclamés una altra croada i demanés l'ajuda dels Cavallers Teutònics.
Com a resultat, diversos edictes van demanar a les croades que lluitessin contra els prussians. Les croades, amb la participació de molts cavallers europeus, es van perllongar durant seixanta anys.
El 1211, Andreu II d'Hongria va concedir el feu de Burzenland als Cavallers Teutònics, encara que el 1225 els va expulsar de Transsilvània i van haver de traslladar-se al mar Bàltic.
A principis de 1224, l'emperador Frederic II va anunciar a Catània que Livònia, Prússia amb Sàmbia i certes províncies veïnes estaven sota la immediatesa Imperial alemany: Reichsfreiheit. Aquest decret subordinava les províncies directament a l'Església catòlica i al Sacre Emperador Romà en lloc d'estar sota la jurisdicció dels governants locals.
A final de 1224, el papa Honori III va anunciar a tota la Cristiandat que nomenava bisbe Guillem de Mòdena com Llegat Pontifici per a Livònia, Prússia i altres països.
Com a resultat de la Butlla d'Or de Rímini i de la Butlla de Rieti, Prússia va entrar en possessió de l'Orde Teutònic. Sota el seu govern, es va desforestar, es van dessecar els pantans i es van conrear les terres. Es van fundar moltes ciutats i viles, com Marienburg (avui en dia Malbork) i Königsberg (avui en dia Kaliningrad).

## Història posterior

Estat Teutònic el 1260.

### Segle XIII
El 1234, l'Orde Teutònic va assimilar als restants membres de l'Orde de Dobrin i, el 1237, els Germans Livonis de l'Espasa (establerts a Livònia el 1202), l'assimilació de la qual va augmentar les seves terres amb la incorporació dels territoris que avui es coneixen com a Letònia i Estònia.
El 1243, el llegat papal Guillem de Mòdena va dividir Prússia en quatre bisbats: Cúlmerland, Pomesània, Vàrmia i Sàmbia. Els bisbats van ser governats per l'arquebisbat de Riga des de la ciutat mare de Visby a Gotland.

### seglexiv
A començament del segle xiv, el Ducat de Pomerània, una regió veïna, va entrar en guerra amb Polònia i el Marcgraviat de Brandenburg cap a l'oest. Els marcgravis de Brandenburg, que havien governat Pomerelia en la dècada de 1250, van subscriure un tractat el 8 d'agost de 1305 amb Venceslau III de Bohèmia, llavors rei de Polònia.
En l'adquisició Teutònica de Danzig, els Cavallers Teutònics es van apoderar de la ciutat al novembre de 1308, a la demanda del rei Ladislau I de Polònia. Molts dels habitants de la ciutat, polonesos i alemanys, van ser massacrats. El setembre del 1309, el marcgravi Valdemar de Brandenburg va vendre el seu dret al territori a l'Orde Teutònic, per la suma de 10.000 marcs en el Tractat de Soldin. Així va començar una sèrie de conflictes entre Polònia i els Cavallers Teutònics quan l'Orde va continuar amb la incorporació de territoris en els seus dominis.
La possessió de Danzig per l'Orde Teutònic va ser disputada pels reis de Polònia Ladislau I i Casimir el Gran, com confirma que va dur a una sèrie de guerres sagnants i, finalment, a batalles legals en la cort papal el 1320 i 1333. Finalment, el 1343, es va signar la pau pel Tractat de Kalisz, en el qual l'Orde Teutònic va acordar que Polònia podia governar Pomerelia com un feu i, per tant, els reis polonesos conservaven el dret al títol de duc de Pomerània.

### Seglexv

Estat Teutònic el 1410.

Estat Teutònic el 1466.

El 1402, l'Orde Teutònic va adquirir el Neumark de Brandenburg i el va mantenir fins que va ser venut o obstinat de nou el 1454 i 1455, respectivament, pels Tractats de Cölln i Mewe.
El 1410, amb la mort de Robert, rei dels alemanys, va esclatar la Guerra del Regne de Polònia contra l'Orde Teutònic, una guerra entre els cavallers Teutònics i una aliança polonesolituana amb el suport de Rutènia i forces auxiliars tàrtares. Polònia i Lituània van derrotar els croats en la batalla de Grunwald (Tannenberg). L'Orde va assignar Heinrich von Plauen per defensar Pomerània, que es va moure ràpidament per reforçar la defensa del castell de Marienburg a Prússia. Heinrich von Plauen va ser triat vice gran mestre i va portar els Cavallers Teutònics a defensar el setge de Marienburg el 1410. Finalment von Plauen va ser ascendit a gran mestre i, el 1411, va concloure el primer tractat de Thorn amb el rei Ladislau II de Polònia.
El 10 d'abril de 1525, després de signar el Tractat de Cracòvia, que va posar fi oficialment a la guerra del Regne de Polònia contra l'Orde Teutònic, pel què Albert de Hohenzollern va renunciar al seu càrrec de Gran Mestre de l'Orde Teutònic i va rebre el títol de Duc de Prússia del rei Segimon el Vell de Polònia. Albert es va convertir en luterà i va secularitzar els territoris prussians de l'Orde a l'est de la desembocadura del riu Vístula, que van passar a mans d'una branca de la família Hohenzollern, que ja governava el Marcgraviat de Brandenburg, des del segle XV, i amb la seva renúncia a l'Orde, Albert ara es podia casar i produir hereus legítims.
El març de 1440, nobles (principalment de Cúlmerland) i les ciutats hanseàtiques de Danzig, Elbing, Thorn i altres ciutats de Prússia van fundar la Confederació Prussiana per alliberar-se del senyoriu de l'Orde Teutònic. A causa de les fortes pèrdues i els costos després de la guerra contra Polònia i Lituània, l'Orde Teutònic cobrava elevats impostos. D'altra banda, a les ciutats no se'ls permetia la deguda representació en l'Orde Teutònic. El febrer de 1454, la Confederació de Prússia va interessar el rei Casimir IV de Polònia sobre un possible suport a una rebel·lió i després incorporar Prússia a Polònia. El rei Casimir IV va manifestar el seu acord i va esclatar la guerra de les ciutats o dels Tretze Anys. La Segona Pau de Thorn, l'octubre de 1466, va posar fi a la guerra i va suposar per a l'Orde Teutó la cessió dels seus drets sobre la meitat occidental del seu territori a la corona polonesa, que va esdevenir la província de Prússia Reial i la part restant de les terres de l'Orde es van convertir en un feu de Polònia.

### Seglexvi
Durant la reforma protestant, es van produir en tota la regió convulsions religioses i guerres endèmiques. El 1525, durant les seqüeles de la Guerra poloneso-teutònica (1519-1521), Segimon II August Jagelló, rei de Polònia, i el seu nebot, l'últim Gran Mestre de l'Orde Teutònic, Albert de Brandenburg-Ansbach, membre d'una branca de la Casa dels Hohenzollern, van acordar que aquest últim renunciaria al seu càrrec, adoptaria la fe luterana i assumiria el títol de duc de Prússia. A partir de llavors denominada com a Prússia ducal (alemany: Herzogliches Preußen; polonès: Prusy Książęce), es va mantenir com un feu polonès. Així, en un acord intervingut en part per Martí Luter, el catòlic Estat Teutònic es va transformar en el Ducat de Prússia (alemany: Herzogtum Preußen), el primer estat protestant. El consentiment de Segimon obligava a la submissió d'Albert a Polònia, que va arribar a ser conegut com l'Homenatge Prussià.
Els Habsburg van continuar mantenint la seva pretensió sobre Prússia i van nomenar grans mestres, que eren merament administradors titulars de Prússia. El 1618, el ducat de Prússia va passar a la branca principal dels Hohenzollern, els governants marcgravis i prínceps electors de Brandenburg, que governaven Brandenburg (un feu del Sacre Imperi), i el Ducat de Prússia (un feu polonès), en unió personal. Aquesta contradicció jurídica va fer que la unió transfronterera fos veritablement impossible, i, no obstant això, en la pràctica, Brandenburg i Prússia Ducal estaven governades cada vegada més com a unitat, col·loquialment denominada Brandenburg-Prússia, que funcionava com una unió personal.
Frederic Guillem I de Brandenburg, duc de Prússia i príncep elector de Brandenburg, va tractar d'adquirir Prússia Reial per poder connectar territorialment els seus dos feus. Es va produir l'oportunitat quan Carles X Gustau de Suècia, en el seu intent de conquistar Polònia es va comprometre a cedir a Frederic Guillem el principat bisbal d'Ermland i quatre voivodats polonesos més, si Frederic Guillem suportava la campanya sueca. Aquesta oferta era especulativa, ja que Frederic Guillem hauria de comprometre's amb suport militar de la campanya, mentre que el premi estava condicionat a aconseguir la victòria.
Joan II Casimir Vasa va anticipar l'aliança sueco-prussiana amb una contra-oferta, que Frederic Guillem va acceptar. El 29 de juliol 1657 va signar a Wehlau (polonès: Welawa; avui Znamensk) el Tractat de Wehlau. A canvi que Frederic Guillem renunciés a l'aliança suecoprussiana, Joan Casimir reconeixia la completa sobirania de Frederic sobre el Ducat de Prússia. El 1701, després de gairebé dos-cents anys de sobirania de Polònia, Prússia va recuperar la plena sobirania, una condició necessària per elevar la Prússia Ducal en el sobirà Regne de Prússia (que no ha de confondre's amb la polonesa Prússia Reial). La naturalesa de facto de la governança col·lectiva de Brandenburg-Prússia es va fer més evident a través dels títols de les alts dirigents del govern prussià, assentats a Berlín, capital de Brandenburg. No obstant això, la fusió jurídica del Regne de Prússia (un estat sobirà) amb Brandenburg (un feu del Sacre Imperi Romà) es va aconseguir només després de la dissolució de l'Imperi el 1806.